# Адміністративний поділ Османської імперії

Османська імперія в 1481-1683

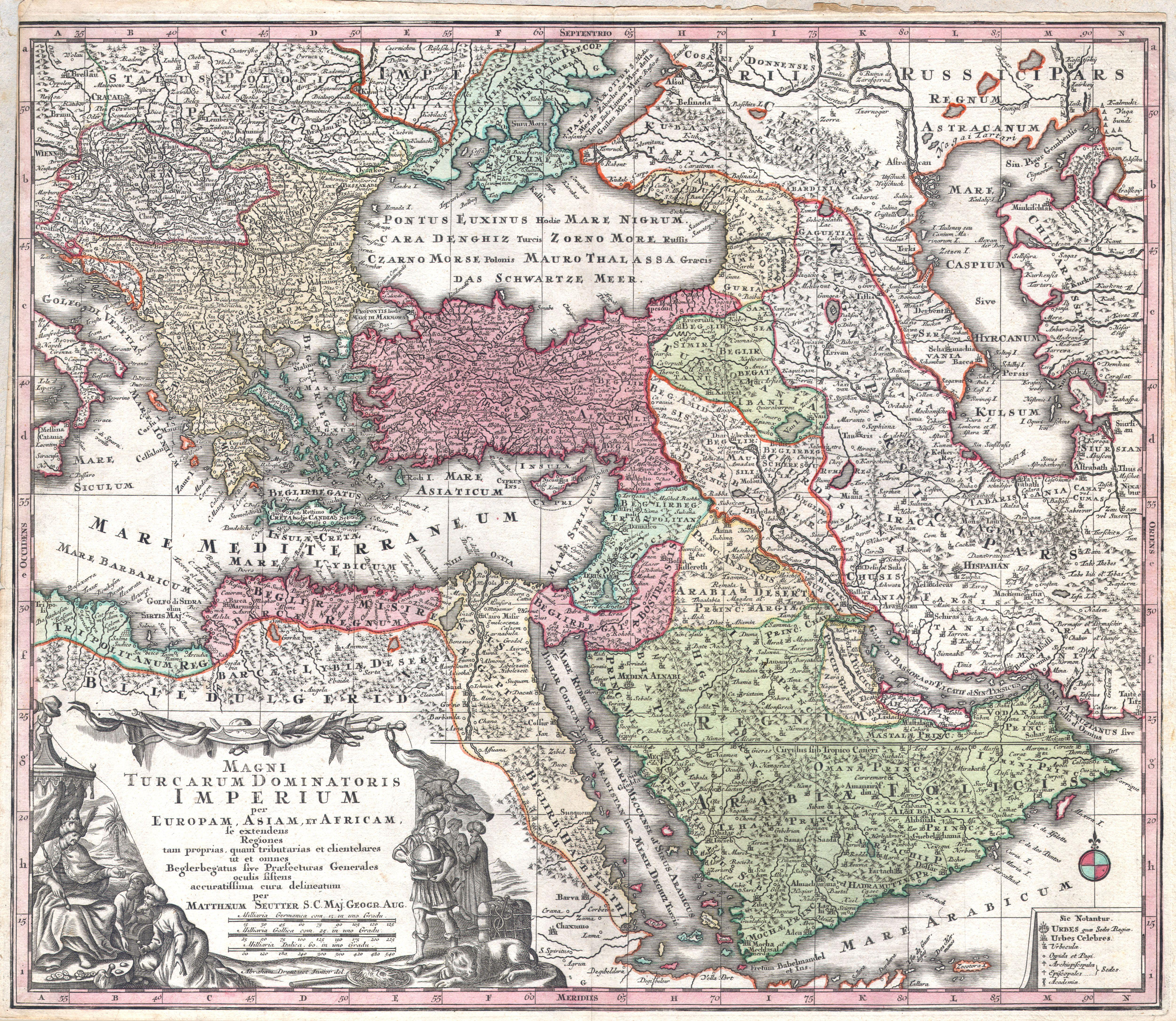
Мапа 1730, де провінції іменуються «бейлербейликами»

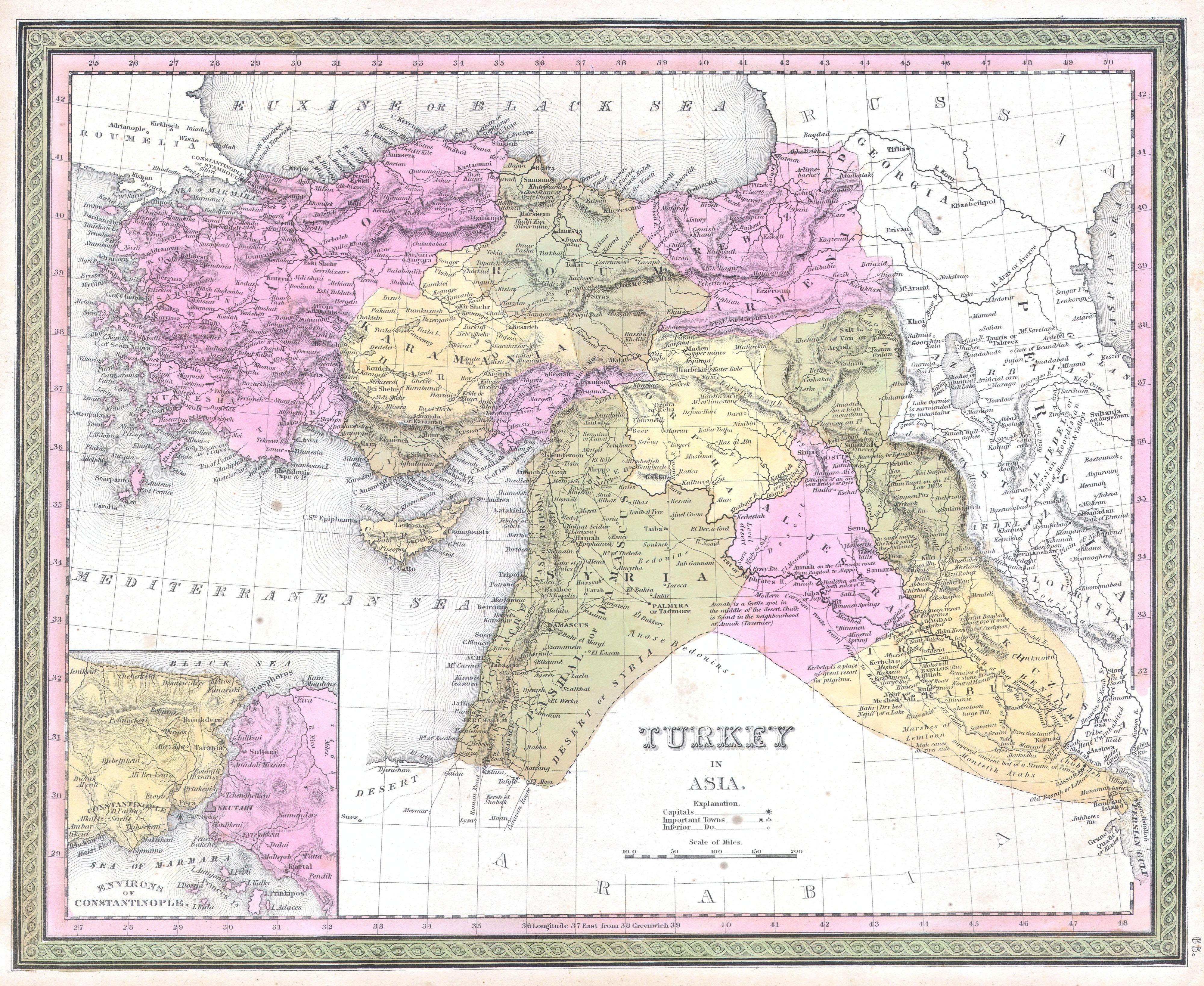
Мапа 1849, де провінції іменуються «пашаликами»

Адміністративний поділ Османської імперії засновано на військовій адміністрації з цивільними виконавчими функціями. Поза цією системою були васальні відносини.
В історії імперії є дві епохи адміністративного устрою та управління: перша була початковою організацією, що виникла ще зі створенням османського держави, другий — після великих адміністративних реформ та європеїзації управління в 1864.

## Початкова організація
Османська імперія під час свого розширення завойовувала багато дрібних тюркських держав — бейликів.
На основі бейликів почалося будівництво адміністративної системи молодої імперії. Імперія ділилася на бейлики; в кожному певному, бейлику правил бей, який у свою чергу був васалом турецького султана.
Також в імперії існували санджаки, області, доручені синам султана. Але безпосереднім управлінням санджаків займалися не сини султана, а губернатори, які одержували спеціальний штандарт — «санджак» (означає «від султана»).
Імперії після розширилася в Європі були потрібні додаткові, проміжні рівні адміністративного управління. У правління султана Мурада I (1359-1389) бейлербей або генерал-губернатор був призначений керувати Румелією, європейською частиною імперії. Незабаром бейлербей був також встановлений для Анатолії, за винятком області навколо Амації, що знаходилася у той час під прямим управлінням турецького султана.
Від 1453 до початку XIX століття система органів місцевої влади в Османській імперії була погано впорядкована. Імперія спочатку була поділена на своєрідні провінції, що називалися еялетами, кожним з яких керував паша «трьох хвостів». За призначення найвищих державних посадовців як у столиці, так і в провінціях відповідав великий візир. У період між 1861 та 1866 еялети скасовані, а територія держави адміністративно переподілена на вілаєти.

## Еялети
Завоювання султанів Селіма I і Сулеймана I Пишного в XVI столітті потребували збільшення числа адміністративних одиниць. До кінця XVI століття число еялетів досягло 42.
| Назва провінції                  | Оригінальна назва на османському та сучасному турецькому | Рік створення    | Займані території                                                            | Примітки                                                                                         |
| -------------------------------- | -------------------------------------------------------- | ---------------- | ---------------------------------------------------------------------------- | ------------------------------------------------------------------------------------------------ |
| Абіссінський еялет               | Habeş                                                    | прибл. 1554      | Саудівська Аравія, Судан, Еритрея, Сомалі                                    |                                                                                                  |
| Адана                            | آضنهAżana (Adana)                                        | прибл. 1608      | Туреччина                                                                    |                                                                                                  |
| Алеппо                           | حلبḤaleb (Halep)                                         | прибл. 1516—1521 | Сирія, Туреччина                                                             |                                                                                                  |
| Алжир                            | جزاير غربCezâyîr-i Ġarb (Cezayir Garp)                   | 1519             | Алжир                                                                        |                                                                                                  |
| Анатолія                         | Anadolu                                                  | прибл. 1365      | Туреччина                                                                    |                                                                                                  |
| Ар-Ракка                         | Rakka                                                    | прибл. 1500-і    | Ірак, Сирія, Туреччина                                                       | Також називалася Урфа                                                                            |
| Багдад                           | بغدادBaġdâd (Bağdat)                                     | 1535             | Ірак                                                                         |                                                                                                  |
| Басра                            | بصرهBaṣra (Basra)                                        | прибл. 1552      | Ірак, Кувейт                                                                 |                                                                                                  |
| Боснія                           | Bosna                                                    | 1520-і           | Боснія і Герцеговина, Сербія, Хорватія, Чорногорія                           |                                                                                                  |
| Буда                             | Budin                                                    | 1541             | Угорщина, Сербія, Хорватія                                                   |                                                                                                  |
| Ван                              | Van                                                      | 1548             | Туреччина                                                                    |                                                                                                  |
| Діярбакир                        | دياربكرDiyârbekir (Diyarbakır)                           | 1515             | Туреччина, Ірак                                                              |                                                                                                  |
| Єгипет                           | مصرMıṣır (Mısır)                                         | 1517             | Єгипет, Ізраїль, Йорданія, Саудівська Аравія                                 |                                                                                                  |
| Ємен                             | Yemen                                                    | 1517-18, 1539    | Ємен, Саудівська Аравія                                                      |                                                                                                  |
| Кафа (Феодосія)                  | Kefe                                                     | прибл. 1581      | Україна                                                                      |                                                                                                  |
| Каніжа                           | Kanije                                                   | 1600             | Угорщина, Хорватія                                                           |                                                                                                  |
| Караман                          | Karaman                                                  | c. 1470          | Туреччина                                                                    |                                                                                                  |
| Карс                             | Kars                                                     | 1579             | Туреччина                                                                    | Об'єднана з Ерзурум в 1845.                                                                      |
| Кіпр                             | قبرصḲıbrıṣ (Kıbrıs)                                      | 1571             | Кіпр, Туреччина                                                              | прибл. 1660—1703 і в 1784 частина Егейській провінції.                                           |
| Мараш                            | Maraş, Dulkadır                                          | прибл. 1522      | Туреччина                                                                    |                                                                                                  |
| Мосул                            | Musul                                                    | 1500-і           | Ірак                                                                         |                                                                                                  |
| Румелія                          | Rumeli                                                   | прибл. 1365      | Болгарія, Греція, Північна Македонія, Албанія, Сербія, Чорногорія, Туреччина | Розташовувалася в європейських володіннях Османської імперії                                     |
| Самцхе                           | Çıldır                                                   | прибл. 1579      | Грузія, Туреччина                                                            | Інша назва — Мешхеті.                                                                            |
| Сілістра                         | Silistre                                                 | прибл. 1599      | Болгарія, Румунія, Молдова, Україна                                          | Включала в себе фортецю Очаків; першим бейлебегом провінції був кримський хан.                   |
| Сівас                            | Sivas                                                    | 1500-і           | Туреччина                                                                    |                                                                                                  |
| Сирія                            | Şam                                                      | 1516-17          | Сирія, Ліван, Ізраїль, Палестина, Йорданія, частина Туреччини та Іраку.      |                                                                                                  |
| Тімішоара                        | Tımışvar                                                 | 1552             | Румунія, Сербія, Угорщина                                                    | Також називалася провінція Темешвар                                                              |
| Трабзон, Лазистан                | Trabzon                                                  | 1500-і           | Грузія, Туреччина                                                            | Також носила назву провінція Трапезунт                                                           |
| Триполі (Триполі на Сході)       | Trablus-ı Şam (Trablusşam)                               | прибл. 1570-і    | Ліван, Сирія                                                                 |                                                                                                  |
| Триполітанія (Триполі на Заході) | Trablus-ı Garb (Trablusgarp)                             | 1551             | Лівія                                                                        |                                                                                                  |
| Туніс                            | Tunus                                                    | 1574             | Туніс                                                                        |                                                                                                  |
| Шаразор                          | Şehrizor                                                 | 1500-і           | Ірак, Іран                                                                   | Також відомий як Шерізор або Кіркук.                                                             |
| Егейські                         | Cezayir                                                  | 1500-і           | Греція                                                                       | Область капудан-паші (командувач флотом); також називалася Деніз, пізніше Джезаір-і Бахр-і Сефід |
| Егер                             | اكرEgir (Eğri)                                           | 1596             | Угорщина, Словаччина                                                         |                                                                                                  |
| Ель-Хаса                         | Lahsa                                                    | прибл. 1579      | Саудівська Аравія                                                            | Рідко управлялася безпосередньо                                                                  |
| Ерзурум                          | Erzurum                                                  | прибл. 1514—1534 | Туреччина                                                                    |                                                                                                  |